# مارتن كومينز
مارتن كومينز هو منتج أفلام وكاتب سيناريو ومخرج وممثل كندي، ولد في 28 نوفمبر 1969 في كندا.

## أعمال

### أفلام
- (1989) يوم الجمعة الثالث عشر الجزء الثامن
- (2002) الحرية المكبلة

### مسلسلات
- في
- كايل إكس واي
- ملاك الظلام
- نزل بيتس[2]

## وصلات خارجية
- مارتن كومينز على موقع IMDb (الإنجليزية)
- مارتن كومينز على موقع ألو سيني (الفرنسية)
- مارتن كومينز على موقع أول موفي (الإنجليزية)
- مارتن كومينز على موقع قاعدة بيانات الفيلم (الإنجليزية)
- مارتن كومينز على موقع كينوبويسك (الروسية)